# Lijst van straten in Norg
Dit is een lijst van straten in Norg (provincie Drenthe) met daarbij de herkomst van de namen.

### A
- Anemoonstraat - bloem
- Asserstraat - de weg van Norg naar Assen
- Achtersteweg - de laatste van drie zijstraten richting Donderen
- Achter de Kerk - de weg achter de kerk langs

### B
- Batinge - landgoed Batinge te Dwingeloo
- Boersma's Pad - de weg die schoolmeester Boerma liep van Norg naar Westervelde
- Bonhagen - wijkje omringd door mooie hagen (bon is Frans voor goed/mooi)
- Boslaan - verwijst naar bosrijke omgeving
- Bremstraat - boom
- Brink - plein/straat midden in het dorp
- Brinkstraat - weg richting de brink
- Brinkhofweide - straat en weide naast ontmoetingscentrum De Brinkhof

### C
- Clemenswerth - jachtslot Clemenswerth in het Duitse Sögel, partnergemeente van Norg

### D
- Dennenlaan - Den (boom)
- Dikninge - havezathe Dikninge in De Wijk
- Ding - verbindt de Meent met de Goorsprake. De weg loopt parallel aan de Molenveenweg. Naam is ontleend aan de term Ding uit de Germaanse rechtspraak, evenals de nabijgelegen Etstoel
- Disselwand - Een dissel is een boom, die gebruikt werd voor het bij elkaar binden van hooi - wand is de lokale benaming voor een perceel bouwland
- Dorpshuisstraat - Straat waaraan het oude dorpshuis staat
- Donderseweg - De weg van Norg naar Donderen
- Douglaslaan - Douglas (boom)
- Drostenlaan - Een drost was een vertegenwoordiger van de Bisschop van Utrecht (soort Commissaris van de Koning)

### E
- Eerste Laan - eerste van drie lanen (zijstraten) gerekend vanuit Norg richting Peest
- Entinge - havezathe Entinge in Dwingeloo
- Esweg - weg van de bebouwde kom richting de es
- Etstoel - de etstoel was het hoogste rechtscollege in Drenthe
- Ettenlaan - etten waren afgevaardigden uit de diverse Drentse dingspelen

### F
- Fabrieksstraat - vernoemd naar de vroegere zuivelfabriek, die op deze locatie stond

### G
- Goorsprake - rechtsgebied binnen een dingspel, een onderdeel van een kerspel
- Groene Wegje - veldnaam zuidelijk van Norg, afgeleid van de groene omgeving
- Grootveenweg - door het veengebied ten westen van het dorp
- Grote Kampweg - Weg door de Oosterduinen, richting een (vroeger) gelegen kamp

### H
- Havixhorst - havezathe Havixhorst in De Schiphorst
- Hekakkerstraat - een stuk grond met hekken rondom dat zodoende werd bemest. De basisschool in de buurt heeft de naam De Hekakker
- Hofstraat - hof in de betekenis van tuin
- Hulststraat - hulst als plantensoort

### K
- Kampweg - verwijst naar een vroeger 'kampje' (op geïsoleerd stukje bos)
- Kerkhofsdrift - loopt voor het kerkhof langs
- Kerkpad - pad ten oosten van Norg vanuit Langelo over de es en door het bos
- Kerspel - een kerspel is een kerkgemeente bestaande uit een aantal kernen en buurtschappen. Norg was zo'n kerspel.
- De Klencke - havezate De Klenke in Oosterhesselen
- Klimopstraat - klimop, plantensoort
- Klinkenkampweg - veldnaam Klinkenkamp, mogelijk de hof van ene Klinke
- Kwartelstraat - kwartel, vogelsoort

### L
- Laan van Havezathen - het bezit van een havezate gaf recht op vermindering en het recht om deel te nemen aan de Drentselanddagen
- Laarwoud - landgoed Laarwoud in Zuidlaren
- Langeloërduinen L - Middelste van de drie bosgebieden ten noorden van Norg
- Langeloerweg - van Langelo naar Norg
- Larixlaan - larix
- Leeuwerikstraat - leeuwerik, zangvogel
- Leliestraat - lelie als plantennaam
- Lijsterstraat - vogelsoort lijster
- Lindelaan - linde als loofboom
- Lotting - een lotting is een rechtszitting van de rechtbank (zie ook: etstoel, ding, goorsprake). Er waren per jaar ongeveer drie lottingen, elke lotting kon meerdere dagen duren

### M
- Margrietstraat - Margriet als een bloem
- Marke - marke als begrensd gebied om een dorp, bestaande uit meerdere meenten
- Meent - onderdeel van een marke rondom een dorp
- Mensinge - havezathe Mensinge in Roden
- Merelhof - merel, vogelsoort
- Mezenstraat - mees, vogelsoort
- Molenduinen - linker van de drie bosgebieden ten noorden van Norg
- Molenstraat - Weg achter korenmolen 'Noordenveld'
- Molenveenweg - aan de weg van Norg naar Een stonden ter hoogte van de ijsbaan en het zwembad een tweetal molens

### N
- Nachtegaalstraat - nachtegaal, zangvogel
- Noordseveldweg - het Noordseveld is een heidegebied aan de noordzijde van het dorp
- Noordstukken - percelen grasland aan de noordzijde van Norg

### O
- Oldengaarde - havezate Oldengaarde
- Oosteind - oostelijk gelegen straat in het centrum van Norg
- Oosterduinen - Oosterduinen, rechter van drie bosgebieden ten noorden van Norg
- Ordel - rechtbankvonnissen met oordelen werden opgeschreven in de Ordelboeken
- Oosterstraat - oostelijk gelegen straat in het Centrum

### P
- Peesterstraat - weg van Norg naar Peest
- Pompstraat - de dorpspomp stond op de hoek met de Asserstraat. Een deel van de oude pomp werd in de vijftiger jaren van de twintigste eeuw opgegraven.
- Postmaatseweg - route van de postkoets naar Friesland. De omgeving van de doorwaadbare plaats door het Groote Diep werden de Posmaten genoemd.

### R
- Reeweg - overledenen uit omliggende dorpen werden via een reeweg naar de kerk vervoerd.
- Rocht - een rocht was een lagere rechtspraak
- Roeghoornweg - ruig stuk woeste grond op een hoek (herne, hörne)
- Rondweg - doodlopend straatje dat vroeger om de Coöperatieve Zuivelfabriek liep

### S
- Schapendrift - weg waarover de schapen vanuit de dorpen naar de heidevelden werden gedreven
- Schepenlaan - mogelijk een verwijzing naar scheper (schaapherder) een andere mogelijkheid is de verwijzing naar bestuursleden, de schepenen van de schout
- Schoolpad - pad/straat langs de basisschool
- Schoolstraat - straat waaraan de basisschool en middelbare school staan
- Schultelaan - een schulte had in een dorp de aanzienlijke functie van politie, burgemeester
- Sparrenlaan - boomsoort
- Spechtstraat - specht, bosvogel
- Spint - 1/16 deel van een waardeel. Het ontstond door opsplitsing na vererving
- Steeg - steeg (smalle straat) tussen Schoolstraat en Esweg

### T
- Tortelstraat - vogelsoort
- Tweede Laan - tweede straat die het veld aan de oostzijde van het centrum doorsnijdt

### V
- Varenstraat - struik/bloem
- Vennebroek - havezathe Vennebroek in Paterswolde
- Vinkenstraat - vink, vogelsoort
- Volmachtenlaan - bevoegde in de vroegere rechtspraak
- Voorsteweg - eerste weg richting de Oosterduinen
- Vredeveld - havezathe Vredeveld in Assen
- Vreding - een vreding is een omheining met wallen of hekken

### W
- Waardeel - onderdeel van een marke
- Westeind - aan de westkant van Norg
- Westrup - havezathe Westrup in Dwingeloo
- Willekeur - de regels en wetten binnen een buurtschap heetten willekeur

### Z
- Zandvoort - zandverstuiving lijkend op de duinen van Zandvoort.
- Zwaluwstraat - zwaluw, vogelsoort
- Zwarte Water - straat richting voormalig veengebied 'Zwarte Water', ten westen van Norg